# Ramon Frigola i Carreres
Ramon Frigola i Carreres (Castelló d'Empúries, 3 de setembre de 1802 - 1829) va ser violinista i professor de música de Castelló d'Empúries.

## Biografia
Va néixer a Castelló d'Empúries fill de Bonaventura Frigola i Carreres i d'Anna Carreras Mir. Es va casar amb Teresa Frigola i Foixà també natural de Castelló d'Empúries. Va formar part d'una familia amb una llarga tradició musical. Va ser mestre de violí del seu fill Bonaventura Frigola i Frigola, violinista, compositor i director d'orquestra,i dels seus nebots Bonaventura Frigola i Fajula i Narcís Frígola i Fajula.
El 7 de juliol de 1826 Frigola rebé el benefici de Santa Caterina, es tracta d'un benefici eclesiàstic per accedir a la plaça de primer violí. L'any 1829 Frigola renuncià a aquest benefici a causa de la seva mort, en conseqüència el benefici serà donat a Agustí Mirosa.